# Porte de Bercy
Pour les articles homonymes, voir Bercy.
Ne doit pas être confondu avec la barrière de Bercy du Mur des Fermiers généraux datant de 1790
La porte de Bercy est une porte de Paris, en France.

## Situation et accès
La porte de Bercy correspond à la zone du sud du 12e arrondissement. De nos jours, c'est une vaste zone de routes et échangeurs intriqués. Elle se trouve à 500 m au sud de la porte de Charenton et 500 m à l'est de la porte de la Gare. Elle est à proximité immédiate de la Seine à la fin du quai de Bercy, et donne sur la commune de Charenton-le-Pont.
La porte de Bercy possède un accès au boulevard périphérique intérieur et extérieur et constitue le début de l'autoroute A4 desservant l'est de la France.
Elle est principalement desservie par la ligne 3a du tramway d'Île-de-France.

### Vie du quartier
La porte de Bercy est essentiellement une zone de transit autoroutier en raison du nœud de voies qu'elle constitue. Il n'existe pratiquement pas d'habitation. Un chemin piéton, unique, depuis les boulevards des Maréchaux permet d'accéder à Charenton-le-Pont depuis Paris. La préfourrière de la préfecture de police de Paris a été remplacée en 2015 par la société de gros-œuvre Raboni.
De plus, un itinéraire cyclable en bord de Seine relie la piste cyclable aménagée sur le quai de Bercy à Paris au quai de Charenton en passant sous le pont du boulevard périphérique. 

### Projet
La ville de Paris souhaite réaménager la zone au niveau du nœud ferroviaire afin de faciliter les liaisons entre quartiers et entre le 12e arrondissement et la ville de Charenton. Ce projet a fait l'objet d'une étude de l'APUR.

## Origine du nom
La porte de Bercy est une ancienne porte de l'enceinte de Thiers sur le quai de Bercy qui donnait accès à l'ancienne commune de Bercy devenue  un quartier parisien en 1860.

## Historique
Avant la construction de l'enceinte de Thiers, l'actuelle porte de Bercy correspondait à l'emplacement du chemin en bord de Seine qui longeait le parc du château de Bercy. Ce parc a été démantelé dans les années 1840 par la construction de cette fortification où une porte d'octroi  a été établie le 1er janvier 1860 remplaçant la barrière de Bercy du Mur des Fermiers généraux. Après la démolition de la fortification après 1919, le  quai de Bercy est resté une voie continue de Paris à Charenton jusqu'à la construction dans les années 1970 de l'échangeur qui a séparé la voie au bord de fleuve en deux segments à Paris en aval et à Charenton en amont.

## Bâtiments remarquables et lieux de mémoire
La porte de Bercy conserve quelques-uns des derniers restes intacts des fortifications de Paris (enceinte dite de Thiers) : le bastion no 1, batterie d'artillerie qui défendait l'entrée amont de la Seine dans Paris et constituait le premier bastion de l'enceinte. Celui-ci, inclus dans l'échangeur de l'A4 avec le boulevard périphérique, est désormais un espace vert public accessible depuis le boulevard.